# 古川洋平
古川 洋平（ふるかわ ようへい、1983年9月13日 - ）は、日本のクイズ作家、クイズプレーヤー、YouTuber。宮城県仙台市出身。

## 経歴・人物
仙台市立八木山中学校出身。
2000年、宮城県仙台第一高等学校在学中に朝日放送『パネルクイズ アタック25』高校生大会で優勝。翌年にテレビ朝日の『タイムショック』高校生大会でも優勝を果たし、高校生でクイズ番組2冠を成し遂げた。
高校卒業後は立命館大学文学部に進学し、立命館大学クイズソサエティー（RUQS）に所属。大学在学中に、学生による早押しクイズNo.1決定戦「abc」で3連覇を達成した。
大学卒業後、製パン会社に就職し、エリアマネージャーを担当したが、過酷な労働環境により退職。その後、東京都特別区採用試験を受け、葛飾区役所の公務員としてケースワーカーを担当するも、程なくして退職した。この頃、ピウPというハンドルネームを用い、ニコニコ動画にてアイドルマスターとクイズを絡めた二次創作動画の投稿活動を行っていた。
2014年にクイズ作家としてデビュー。同年、クイズ作家プロダクション「クイズ法人 カプリティオ」を設立し代表に就任する。フジテレビ『クイズ30〜団結せよ!〜』にクイズモンスターとして出演したほか、「はじめてのクイズ」を始めとする月一でのクイズイベントを開催するなど、精力的に活動している。
2019年にYouTubeチャンネル「カプリティオチャンネル」を開設し、カプリティオのメンバーであるAT（酒井英太）、石野（石野将樹）、リコ（松崎利浩）とともにYouTuberとしても活動を開始した。同チャンネルは2021年4月28日に登録者数10万人に到達し、松丸亮吾、瑞原明奈、白戸佑輔、鶴崎修功、城田優、伊沢拓司から祝福のメッセージ動画が寄せられた。クイズを中心とした4人体制のYouTubeチャンネルとして活動していたが、石野が2021年10月末にカプリティオのメンバーとしても脱退したため、以降は3人体制で活動していた。2022年4月よりプロ雀士の松嶋桃がチャンネルのみに参加するメンバーとして加入したため、再び4人体制となっている。
中性脂肪や尿酸の値が高かったことから2020年春ごろからダイエットを始め、2021年1月までの10か月間で、112 kgあった体重を64 kgまで落とした。クイズの知識を生かした「クイズ王式」のダイエットを構築して実践したと述べており、内容としてゲーム『リングフィットアドベンチャー』での運動や、あすけんを利用したレコーディング・ダイエット、16時間断食などに取り組んだことが語られている。このダイエット体験をまとめた書籍が同年9月に刊行。クイズに関連しない初めての書籍である。2023年時点では筋肉の増量を目指して、トレーニングに力を入れたり、ボディビルダーのような食生活に切り替えたりしており、体重75 kgをベスト体型に設定している。
乃木坂46のファンであり、推しメンバーは堀未央奈。佐藤健や城田優とは、人狼仲間で交流がある。
自身を「クイズ王業界の第6世代」と位置付けている。

## 関わった仕事
出演のみの場合は除く
テレビ
- フジテレビ『クイズ30〜団結せよ!〜』（早押しクイズの対戦相手、問題作成）
- フジテレビ『Mr.クエッチョン』（問題作成）
- テレビ朝日『くりぃむクイズ ミラクル9』（問題作成）
- 日本テレビ『全国高等学校クイズ選手権』（問題作成）
- 日本テレビ『タカトシのクイズ!サバイバル』（問題作成）
- テレビ東京『欅って、書けない?』（問題作成）
- テレビ愛知『乃木坂工事中』（一部問題作成）

ゲーム
- バンダイナムコゲームス『このクイズ野郎っ!!』（問題作成）
- 任天堂『カタチ新発見! 立体ピクロス2』（テキスト制作）
- グリザイア:ファントムトリガー　第5.5巻 (声の出演)
- 水平思考クイズ ウミガメのスープ（問題作成、監修） ※第2弾、第3弾は酒井英太と共同
- ドラゴンエッグ（問題作成）
- LINE みんなでクイズ（問題作成、監修）

イベント
- SCRAP「はじめてのクイズ」（問題作成、司会）
- SCRAP「ヒミツキチラボクイズ選手権」（問題作成、司会）
- TOKYO IDOL FESTIVAL「アイドルクイズ王決定戦」（問題作成、出演）
- クイズ！表参道GROUND杯
- クイズ！原宿ヒミツキチ杯
- クイズ！原宿のとなり杯
- クイズ！原宿じゃないところ杯

雑誌
- 『QUIZ JAPAN』（執筆）
- 『乃木坂46×週刊プレイボーイ2018』（問題作成）

書籍
- 『クイズモンスター・古川洋平のクイズ虎の巻』セブンデイズウォー〈QUIZ JAPAN全書 05〉、2016年4月。ISBN 9784593310241。
- 『ナゾ解きゲームブック ドラ・ナゾ』藤子・F・不二雄原作、古川洋平・酒井英太ナゾ作成、川村元気ストーリー、藤子プロ監修、小学館、2018年2月。ISBN 9784093886109。
- 『映画ドラえもんのび太の宝島クイズドリル』藤子・F・不二雄原作、古川洋平問題作成、シンエイ動画作画、藤子プロ監修、小学館〈コロタン文庫〉、2018年2月。ISBN 9784092812383。
- 『ひらめき脳を鍛えるナゾトキ水平思考クイズ』幻冬舎、2018年7月。ISBN 9784344979840。
- 『-48kgでもリバウンドなし。別人に生まれ変わる クイズ王式ダイエット』幻冬舎、2021年9月。ISBN 9784344038493。

ライブ番組
- ワイキュー（監修、問題作成、出演）

## 出演

### テレビ
- クイズプレゼンバラエティー Qさま!!（テレビ朝日、北海道・東北インテリチームとして）
- ウワサの夢中人（日本テレビ、クイズ王として）
- ワールド・クイズ・クラシック（TBS、本選出場）
- クイズ王最強決定戦〜THE OPEN 5〜（フジテレビワンツーネクスト、本戦出場）
- タイムショック（テレビ朝日、優勝）
- パネルクイズ アタック25（朝日放送、優勝）
- QUIZ JAPAN TV（ネット番組、解説者として）
- オトナの二度見（ネット番組、クイズ 通、リアル脱出ゲーム 通、マッサージ動画 通）
- 乃木坂って、どこ?（テレビ愛知、クイズモンスターとして）
- 水曜日のダウンタウン（TBS）
- 月曜から夜ふかし（日本テレビ）
- 乃木坂工事中（テレビ愛知、一部問題作成者として）
- ドラえもん（テレビ朝日、フルカワクン〈『ドラえもん のび太の宝島』のクイズ出題者として〉）
- 勇者ああああ（テレビ東京、クイズ王として）
- 吉本坂46が売れるまでの全記録（2018年4月4日 - 2019年3月27日、テレビ東京）
- 乃木坂46時間TV（ネット番組、LINELIVE、ニコニコ動画、YouTube等で配信）
- イッテンモノ（テレビ朝日）
- 土曜スタジオパーク（NHK）
- しゃべくり007（日本テレビ）
- DASHでイッテＱ！行列のできるしゃべくり 日テレ系人気番組No.1決定戦2019秋（日本テレビ）
- 東大王 （TBS）
- 突然ですが占ってもいいですか?（2021年11月3日、フジテレビ）[19]

### ウェブテレビ、配信
- 人狼最大トーナメント（ニコニコ生放送）
- アルティメット人狼（ニコニコ生放送）
- スピードワゴンの月曜TheNIGHT（AbemaTV）不定期で出演[20]
- アニメ「ぼくたちは勉強ができない」ニコ生特番 ready STUDY go！（ニコニコ生放送、MCとして）
- 極楽とんぼのタイムリミット（2021年2月14日[21]、ABEMA）
- -50kgのシンデレラ（Paravi） - ダイエット監修・カメオ出演

### 舞台
- 人狼 ザ・ライブプレイングシアター#29:MISSION III The American Job（ノイマン役）